# Maître Singe
Maître Singe est un personnage fictif du film d'animation américain Kung Fu Panda, sorti en 2008.

## Éléments d'une biographie fictive
Maître singe a grandi dans un village tranquille de Chine, où il ne cessait jamais de glisser sur des peaux de bananes, de perdre son pantalon, etc. Alors, il devint voleur et farceur. Sans abri, il ne pouvait s'empêcher de jouer des tours aux gens du village, tout en volant au passage quelques bananes. 
Un jour, les villageois en eurent assez et, pour chasser Singe du village, envoyèrent Maître Oogway le combattre. Ce dernier gagna la bataille, mais garda en vie Singe, décelant chez l'animal une profonde douleur dut aux malheurs qui lui sont arrivés enfant. Après cette dure remise en question, Maître Singe acquit le sens de la compassion, une qualité qui lui manquait pour avoir une parfaite maîtrise de soi. À partir de ce jour, il devint très gentil, traitant les autres comme il voulait qu'on le traite. Par la suite, maître Oogway revint et recruta Singe dans les cinq cyclones.

## Association
Singe est directement associé, parmi les cinq cyclones, à l'agilité. 

## Caractère
Son habileté martiale est étonnante. En combat, il peut utiliser à la fois ses mains et ses pieds. Son style de combat est acrobatique, rapide et imprévisible. C'est certainement le plus sympa du groupe.

## À noter
- Singe est le seul des cinq cyclones à disposer d'une arme; un bâton.